# Équipe d'Angleterre de rugby à XV des moins de 20 ans
L’équipe d'Angleterre des moins de 20 ans est constituée par une sélection des meilleurs joueurs anglais de rugby à XV de moins de 20 ans, sous l'égide de la fédération anglaise de rugby à XV.

## Histoire
L’équipe d'Angleterre des moins de 20 ans est créée en 2008, remplaçant les équipes d'Angleterre des moins de 21 ans et des moins de 19 ans à la suite de la décision de l'IRB en 2007 de restructurer les compétitions internationales junior. Elle participe chaque année au Tournoi des Six Nations des moins de 20 ans et au championnat du monde junior.
L'équipe connait probablement sa période la plus faste dans la première moitié des années 2010, gagnant le tournoi 4 fois entre 2011 et 2015 et remportant le championnat du monde en 2013, 2014 et 2016, atteignant aussi la finale à plusieurs reprises. Cette génération dorée donnera de nombreux internationaux senior, comme Henry Slade, Jack Nowell, Anthony Watson ou Maro Itoje, cadre du XV de la rose, mais aussi Ross Moriarty, Nick Tompkins, David Sisi ou encore Billy Burns, qui connaîtront le niveau international avec d'autres équipes des Six Nations,. 

## Palmarès
- Tournoi des Six Nations des moins de 20 ans :
  - Vainqueur : 2008, 2011, 2012, 2013, 2015, 2017, 2021, 2024.
    - dont Grand Chelem : 2008, 2011, 2017, 2021.
    - dont Petit Chelem : 2024.
    - dont Triple couronne : 2008, 2011, 2012, 2014, 2017, 2021.
- Championnat du monde junior de rugby à XV :
  - Vainqueur : 2013, 2014, 2016, 2024.
  - Finaliste : 2008, 2009, 2011, 2015, 2017, 2018.

## Personnalités

### Entraîneurs
De 2008 à 2010, Mark Mapletoft et Nigel Redman sont les premiers sélectionneurs de l'équipe,.
À l'issue de la saison 2012, Rob Hunter quitte ses fonctions d'entraîneur des jeunes anglais pour rejoindre les Exeter Chiefs. Il est remplacé par Nick Walshe pendant deux ans, avant que ce dernier ne soit engagé par le Gloucester RFC. Jon Callard prend alors la tête de l'équipe en 2015.
- 2008-2010 : Mark Mapletoft et Nigel Redman
- 2010-2012 : Rob Hunter
- 2013-2014 : Nick Walshe (en)
- 2015-2017 : Jon Callard
- 2017-2019 : Steve Bates
- 2020-2023 : Alan Dickens
- 2024- : Mark Mapletoft